# Piljužići (Tešanj, BiH)
Piljužići su naseljeno mjesto u sastavu općine Tešanj, Federacija Bosne i Hercegovine, BiH.

## Stanovništvo
| Piljužići          |                |                |              |
| godina popisa      | 1991.          | 1981.          | 1971.        |
| Muslimani          | 1.548 (84,13%) | 1.310 (82,96%) | 995 (79,28%) |
| Hrvati             | 248 (13,47%)   | 259 (16,40%)   | 251 (20,00%) |
| Srbi               | 4 (0,21%)      | 0              | 8 (0,63%)    |
| Jugoslaveni        | 23 (1,25%)     | 6 (0,37%)      | 0            |
| ostali i nepoznato | 17 (0,92%)     | 4 (0,25%)      | 1 (0,07%)    |
| ukupno             | 1.840          | 1.579          | 1.255        |

## Šport
Od 1981. održava se Noćni malonogometni turnir "Piljužići".